# Jarosławice (gromada)
Jarosławice – dawna gromada, czyli najmniejsza jednostka podziału terytorialnego Polskiej Rzeczypospolitej Ludowej w latach 1954–1972.
Gromady, z gromadzkimi radami narodowymi (GRN) jako organami władzy najniższego stopnia na wsi, funkcjonowały od reformy reorganizującej administrację wiejską przeprowadzonej jesienią 1954 do momentu ich zniesienia z dniem 1 stycznia 1973, tym samym wypierając organizację gminną w latach 1954–1972.
Gromadę Jarosławice siedzibą GRN w Jarosławicach utworzono – jako jedną z 8759 gromad na obszarze Polski – w powiecie radomskim w woj. kieleckim, na mocy uchwały nr 13i/54 WRN w Kielcach z dnia 29 września 1954. W skład jednostki weszły obszary dotychczasowych gromad Jarosławice, Gaczkowice, Bieniędzice i Zabłoci(c)e ze zniesionej gminy Wolanów w tymże powiecie. Dla gromady ustalono 11 członków gromadzkiej rady narodowej.
31 grudnia 1959 do gromady Jarosławice przyłączono wieś Młudnice oraz kolonie Młudnice i Adamówka Młudnicka ze zniesionej gromady Domaniów.
31 grudnia 1961 z gromady Jarosławice wyłączono wieś i kolonię Młudnice oraz kolonię Adamówka Młudnicka włączając je do gromady Przytyk.
Gromadę zniesiono 1 stycznia 1969, a jej obszar włączono do gromad Przytyk (wieś Gaczkowice) i Wolanów (wsie Bieniędzice, Jarosławice i Zabłocie).